# Union List of Artist Names
Union List of Artist Names, zkráceně ULAN (neboli Sjednocený seznam uměleckých jmen) je online databáze, která obsahuje asi 293 000 jmen a dalších informací o umělcích. ULAN vytvořil a spravuje Getty Research Institute v Los Angeles. I když je ULAN zobrazován jako seznam, jedná se o tezaurus.

## Obsah
Údaje zahrnují celá jména, pseudonymy, přepisy a varianty v různých jazycích a jména, která se v průběhu času změnila (např. po svatbě). Mezi těmito jmény je jedno označeno jako preferovaný název.
Databáze je zaměřena na umělce. V databázi je každý záznam identifikován jedinečným číselným kódem. Záznamy jsou vzájemně propojeny se souvisejícími umělci a daty. Databáze zahrnuje autory od antiky až po současnost a její rozsah je celosvětový.
ULAN zahrnuje vlastní jména a související informace o umělci. Jako umělci mohou být vedeni buď fyzické osoby nebo skupiny jednotlivců pracující společně (právnické osoby). Převážně jsou zahrnuti umělci z oblasti výtvarného umění a architektury, případně literatury. Herci, tanečníci, zpěváci apod. obvykle zahrnuti nejsou.

## Historie
Práce na ULAN začaly v roce 1984, kdy Getty Institute rozhodl sloučit a koordinovat jednotlivé samostatné databáze. Vznikly tak slovníky pro jména umělců (ULAN) a geografická jména (TGN). V roce 1987 Getty Institute vytvořil oddělení, které se věnuje sestavování a terminologii. Databáze ULAN byla původně určena pouze pro interní využití, zájem o její využívání však projevili odborníci i z jiných institucí. Getty Institute proto ULAN zpřístupnil i pro širší využití v souladu s principy katalogizace a terminologie a se zárukou relevantních literárních pramenů.
Původně byl ULAN sestaven jako jednoduchý abecední seznam zahrnující jména a životopisy, v 90. letech byl uveden do souladu s národními a mezinárodními normami pro tezaurus. Jeho působnost byla rozšířena i na firemní subjekty, například architektonické ateliéry nebo úložiště umění.
ULAN byl v roce 1994 publikován v tištěné podobě a jako strojově čitelný soubor. Vzhledem k rostoucímu objemu a četným změnám a doplňkům se ukázala tištěná verze jako nepraktická. Je tedy nadále publikována pouze v elektronické podobě a s možností online vyhledávání na webovém rozhraní.